# Новоселівська сільська рада (Оріхівський район)
| Новоселівська сільська рада — колишній орган місцевого самоврядування у Оріхівському районі Запорізької області з адміністративним центром у с. Новоселівка. Історична дата утворення: в 1919 році. Водоймища на території, підпорядкованій даній раді: р. Жеребець. Сільській раді підпорядковані населені пункти: - с. Новоселівка - с. Єгорівка |

## Склад ради
Рада складається з 12 депутатів та голови.

### Керівний склад ради
| ПІБ                   | Основні відомості                                                         | Дата обрання | Дата звільнення |
| --------------------- | ------------------------------------------------------------------------- | ------------ | --------------- |
| Мандрич Іван Іванович | Сільський голова, 1953 року народження, освіта, член народної партії      | 26.03.2006   | 31.10.2010      |
| Мандрич Іван Іванович | Сільський голова, 1953 року народження, освіта вища, член Партії регіонів | 31.10.2010   |                 |

Примітка: таблиця складена за даними джерела